# Philip Golding

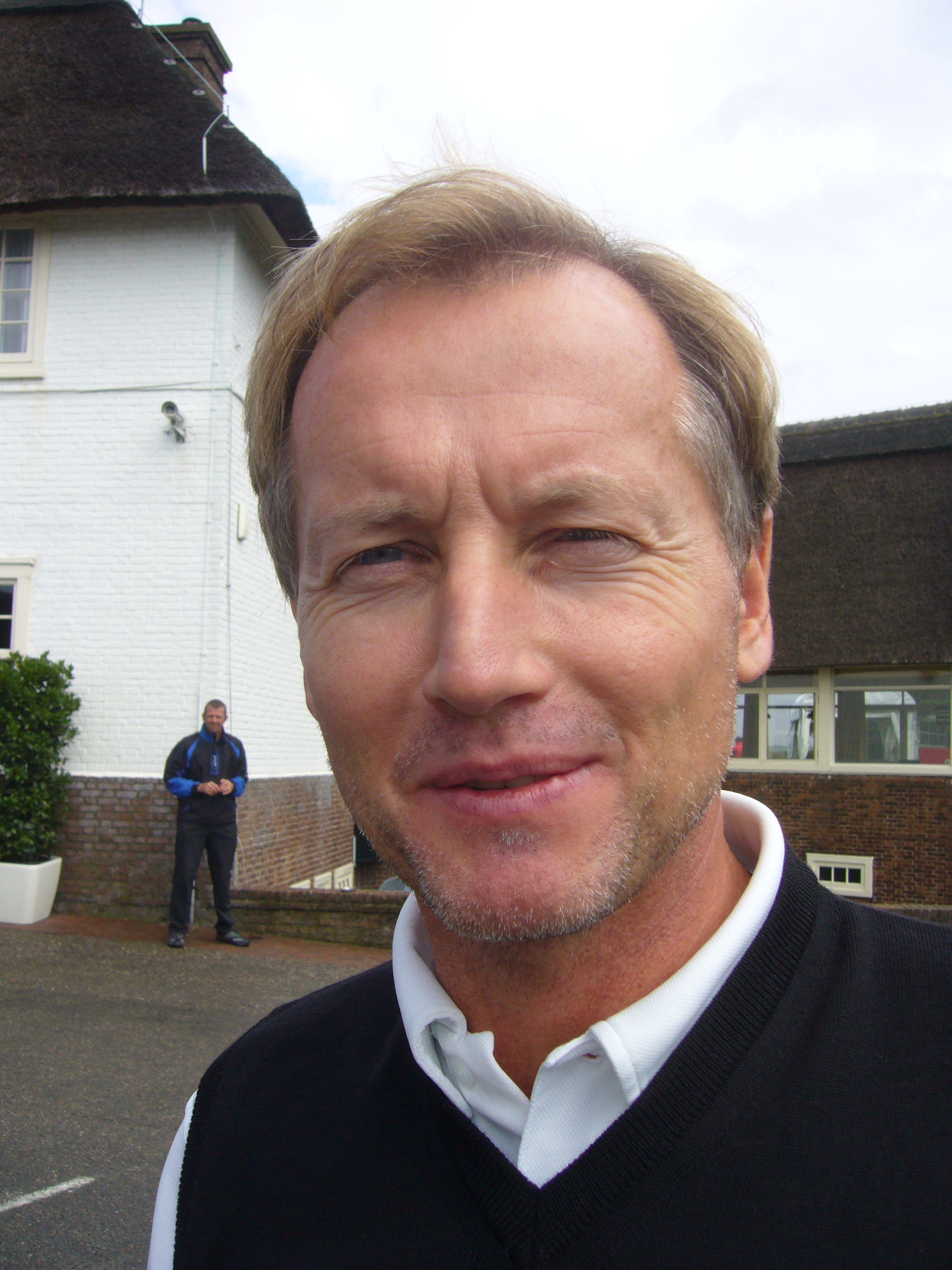
2008

Phil Golding (Luton, 25 juli 1962) is een Engelse golfprofessional.

## Biografie
Golding besloot zijn cricketcarrière op te geven en werd in 1981 golfprofessional. Hij werd assistent-pro in Arkley Golf Club, in Hertfordshire. In 2007 bezocht hij voor de 18de keer de Qualifying School, een vreemd record. Hij is er zeven keer in geslaagd zijn kaart voor de Europese Tour (ET) daar te bemachtigen. De andere jaren speelde hij op de Challenge Tour (CT).
Het heeft 200 toernooien op zich laten wachten, totdat Golding in 2003 zijn eerste overwinning op de Europese Tour binnenhaalt. Hij wint het Open de France in Le Golf National met één slag voorsprong op David Howell. Hij wacht nog op een tweede overwinning.
Zijn hoogste positie op de Order of Merit is 3de geweest op de Challenge Tour in 2001 en 32ste op de Europese Tour in 2003.

### Persoonlijk
Philip Golding is in 1998 getrouwd en heeft een zoon, Lucas. Ze wonen in Londen.

### Gewonnen
Challenge Tour
- 1990: Brussels Pro-Am
- 1993: Trophée du Golf Club de Genève (par)
- 1999: Open des Volcans (-18)

Europese Tour
- 1996: Mauritius Open
- 2003: Open de France (-15)

Senior Tour
- 2013: Speedy Services Wales Senior Open (-2)
- 2014: French Riviera Masters (-15)